# سيدني دود
سيدني دود (بالإنجليزية: Sydney Dodd)‏ خريج الكلية الملكية للجراحين البيطريين (عام 1874 - 20 أكتوبر 1926) كان جراح بيطري بريطاني وعالم. ساهم في تطوير علم الجراثيم وعلم الأوالي في إنجلترا وجنوب أفريقيا وأستراليا. أسس دود محطة أبحاث في كوينزلاند لتكون بمثابة معهد بحوث الحيوان، وكان أول محاضر في علم البكتيريا البيطرية في جامعة سيدني. أصبح واحدا من أهم علماء البكتيريا في أستراليا.